# Caroline von Rauschenplat
Caroline von Rauschenplat, geborene von Corbin (geboren 4. Juli 1823 in Köln; gestorben 22. Mai 1892 in Hannover) war die Gründerin der Rauschenplat-Stiftung beziehungsweise v.-Rauschenplatsche Stiftung. Diese begründete sich aus einem Vermächtnis der Witwe des Oberstleutnants von Rauschenplat, mit dem sie der Stadt Hannover gegen Ende des 19. Jahrhunderts 300.000 Mark vermachte, die für Stipendien für Studenten verwendet werden sollten. „Nach dem Aussterben des Mannesstamme der Familie“ sollten zeitweilig jedoch auch noch Verwandte aus der von Rauschenplatschen Familie Jahresrenten beziehen. Die Verwaltung der Stiftung oblag vier Mitgliedern der städtischen Kollegien sowie einem von der Rauschenplatschen Familie gewählten Einwohner Hannovers.
In ihrem Todesjahr 1892 war die auch als Karoline von Rauschenplat bezeichnete Oberst-Lieutenant-Witwe zuletzt mit Sitz im Haus Marienstraße 40 A gemeldet.
Zur Zeit der Weimarer Republik betrug das Stiftungskapital auch nach dem Höhepunkt der Deutschen Hyperinflation noch im Jahr 1924 zwischen 300.000 und 400.000 Mark.
1926 wurde im hannoverschen Stadtteil Bothfeld eine Straßenverbindung zwischen der Gartenheimstraße und der Oldekopstraße angelegt und erhielt den amtlichen Namen Rauschenplatstraße, laut zitierten Angaben des Adressbuches der Stadt Hannover von 1952 „nach dem Begründer der Rauschenplat-Stiftung“.

## Archivalien
Archivalie von und über Caroline von Rauschenplat finden sich beispielsweise
- im Geheimen Staatsarchiv Preußischer Kulturbesitz als Verzeichnung Hannover: Von Rauschenplat'sche Stiftung für die Laufzeit 1892 bis 1894, Archivsignatur HA Rep. 77, Tit. 1403, Hannover Nr. 21[5]